# Liste der Departements der Republik Kongo
Die Republik Kongo ist seit 2003 in zwölf Departements unterteilt. Die Departements ersetzen die bis 2012 existierenden Regionen:
- Bouenza (Madingou)
- Brazzaville (Brazzaville)
- Cuvette (Owando)
- Cuvette-Ouest (Ewo)
- Kouilou (Loango)
- Lékoumou (Sibiti)
- Likouala (Impfondo)
- Niari (Dolisie)
- Plateau (Djambala)
- Pointe-Noire (Pointe-Noire)
- Pool (Kinkala)
- Sangha (Ouésso)

Die Departements sind wiederum in 86 Distrikte und sieben Kommunen aufgeteilt.